# Daliana
Die Daliana war ein 1970 als Ferry Pearl in Dienst gestelltes Fährschiff der griechischen Reederei GA Ferries und deren erste Einheit. Sie stand von 1989 bis 2009 in griechischen Gewässern im Einsatz und wurde 2011 nach zweijähriger Liegezeit im türkischen Aliağa abgewrackt.

## Geschichte
Die Ferry Pearl entstand unter der Baunummer 1144 in der Werft der Hayashikane Shipbuilding & Engineering Company in Shimonoseki und wurde im Juli 1970 an die in Ōita ansässige Reederei Diamond Ferry abgeliefert. Sie nahm anschließend den Fährdienst von Ōita nach Kōbe auf. Ihr Schwesterschiff war die ebenfalls 1970 in Dienst gestellte Ferry Gold.
Nach 18 Jahren Dienstzeit wurde die Ferry Pearl im Oktober 1988 an die neugegründete, griechische Reederei GA Ferries verkauft und in Daliana umbenannt. Nachdem das Schiff im November 1988 in Piräus eintraf, erhielt es im Juni 1989 eine neue Maschinenanlage und nahm anschließend als erste Einheit von GA Ferries den Dienst zwischen Griechenland und Italien auf.
Zwischen 1993 und 1998 fuhr die Daliana zwischen Piräus, den Kykladen, Kreta und Dodekanes. Ab 1998 ersetzten die Häfen von Ikaria und Samos Kreta und Dodekanes. Am 20. Oktober 2003 wurde das Schiff bei einer Kollision mit einer Hafenmauer in Agios Kirykos beschädigt und musste in Piräus repariert werden. Zuletzt stand es seit Februar 2005 auf der Strecke von Patras und Brindisi im Einsatz.
Nach der Insolvenz von GA Ferries wurde die Daliana zusammen mit der restlichen Flotte der Reederei in Piräus aufgelegt. Nach zwei Jahren Liegezeit ging das über 40 Jahre alte Schiff im August 2011 zum Abbruch ins türkische Aliağa, verließ den Hafen von Piräus am 2. September 2011 und traf am 5. September in der Abwrackwerft ein.